# Jolina Magdangal
Maria Jolina Perez Magdangal (* 6. November 1978 in Hagonoy) ist eine philippinische Schauspielerin und Sängerin.

## Leben
Die auch als TV-Moderatorin arbeitende Magdanal ist auch unter dem Namen Jolens bekannt. Im Alter von 14 Jahren trat sie im philippinischen Fernsehen auf. 1994 und 1996 hatte sie erste kleine Filmauftritte. Seit dieser Zeit war sie auch als Sängerin aktiv und veröffentlichte bisher sieben Alben.

## Filmografie (Auswahl)
- 1994: Hataw Na!
- 1996: Radio Romance
- 1996: Ama, Ina, Anak
- 1996: Ang TV The Movie: The Adarna Adventure
- 1997: Flames The Movie:Tameme
- 1998: Kung Ayaw Mo, Huwag Mo
- 1998: Labs Kita… Okey Ka Lang
- 1999: Gimik: The Reunion
- 1999: Puso ng Pasko
- 1999: Hey Babe
- 2000: Tunay na Tunay: Get Mo? Gets Ko!
- 2002: Kung Ikaw Ay Isang Panaginip
- 2002: Home Along da Riber
- 2003: Annie B.
- 2006: Lovestruck
- 2007: Ouija
- 2008: I.T.A.L.Y.
- 2010: Ouija II: Ang Pagbangon
- 2010: The Decade

## Diskografie (Auswahl)
- 1999: Jolina (PH: ×5Fünffachplatin )[1]
- 2000: On Memory Lane (PH: ×4Vierfachplatin )
- 2001: Red Alert All Hits Dance Remix (PH: Gold)
- 2015: Back to Love (PH: Gold)